# Albert Shiryaev
Albert Nikolayevich Shiryaev (en ruso: Альбе́рт Никола́евич Ширя́ев; nacido el 12 de octubre de 1934) es un matemático soviético y ruso. Es conocido por su trabajo en teoría de la probabilidad, estadística y matemáticas financieras.

## Carrera
Se graduó en la Universidad Estatal de Moscú en 1957. Desde entonces hasta ahora trabaja en el Instituto de Matemáticas Steklov. Obtuvo su título de candidato en 1961 (Andrey Kolmogorov fue su asesor) y un doctorado en 1967 por su trabajo "Sobre el análisis estadístico secuencial". Es profesor del departamento de mecánica y matemáticas de la Universidad Estatal de Moscú desde 1971. A 2007 Shiryaev ocupa un puesto de profesor permanente del 20% en la Facultad de Matemáticas de la Universidad de Manchester. Ha dirigido más de 50 tesis doctorales y es autor o coautor de más de 250 publicaciones.
En 1970 fue orador invitado con la charla Sobre las ecuaciones estocásticas aux dérivées partielles en el Congreso Internacional de Matemáticos (ICM) en Niza. En 1978 fue ponente plenario con la charla Continuidad absoluta y singularidad de medidas de probabilidad en espacios funcionales en el ICM de Helsinki.
Fue elegido en 1985 miembro honorario de la Royal Statistical Society y en 1990 miembro de la Academia Europaea. De 1989 a 1991 fue presidente de la Sociedad Bernoulli de Estadística Matemática y Probabilidad. De 1994 a 1998 fue presidente de la Sociedad Actuarial Rusa. En 1996 recibió el Premio Humboldt. Fue elegido miembro correspondiente de la Academia de Ciencias de Rusia en 1997 y miembro de pleno derecho en 2011. De 1998 a 1999 fue miembro fundador y primer presidente de la Sociedad Financiera Bachelier. Fue nombrado en 2000 Doctor Rerum Naturalium Honoris Causa de la Universidad Albert Ludwigs de Friburgo y en 2002 Profesor Honoris Causa de la Universidad de Amsterdam. En 2017 recibió la medalla de oro Chebyschev de la Academia de Ciencias de Rusia.

## Contribuciones
Su trabajo científico abarca diferentes aspectos de la teoría de la probabilidad, la estadística y sus aplicaciones. Tiene contribuciones a:
- Teoría no lineal de procesos estocásticos estacionarios.
- Problemas de detección rápida de efectos aleatorios (Premio Kolmogorov de la Academia de Ciencias de Rusia, 1994)
- Problemas de filtración no lineal óptima, ecuaciones diferenciales estocásticas (Premio AN Markov de la Academia de Ciencias de la URSS, 1974)
- Problemas de optimización estocástica, incluidas las " Reglas de parada óptimas"
- Problemas de la teoría estocástica general y la teoría de la martingala.
- Problemas de las finanzas estocásticas (monografía "Los fundamentos de las finanzas estocásticas", ediciones en inglés y ruso)

## Publicaciones
- Optimal Stopping Rules. Springer-Verlag. 1978. ISBN 9783540740100.
  - Statistical sequential analysis: optimal stopping rules. American Mathematical Society 1976 (Russian 1969), new edition entitled Optimal Stopping Rules, Springer 1978, 2008
- with Robert Liptser: Statistics of random processes. 2 vols., Springer, 1977/1978, 1981; 2nd edition 2013, vol. 1
- with P. Greenwood: Contiguity and Statistical Invariance Principle. Gordon and Breach, 1985
- with R. Liptser: Theory of Martingales. Kluwer 1986; 2012 edition
- Probability (2nd edición). Springer. 2013. ISBN 9781475725391; translated by R. P. Boas; 1st Russian edition 1980; 2nd Russian edition 1989, 2004
  - Wahrscheinlichkeit (= Hochschulbücher für Mathematik. vol. 91). Deutscher Verlag der Wissenschaften, Berlin 1988, ISBN 3-326-00195-9 (English: Probability, Springer 1984, 1996)
- with Jean Jacod: Limit Theorems for Stochastic Processes. Springer, 1994; 2nd edition 2013
- Essentials of Stochastic Finance: Facts, Models, Theory. World Scientific Publishing. 1999. ISBN 9789810236052.
- with V. Spokoiny: Statistical Experiments and Decision. World Scientific 2000
- with A. V. Bulinsky: Theory of Stochastic Processes. A course of lectures. Moscow 2003 (in Russian)
- From "Disorder" to Nonlinear Filtering and Martingale Theory. In: Bolibruch, Osipov, Sinai (eds.): Mathematical Events of the Twentieth Century. Springer 2006, pp. 371–397 (translated by R. Cooke) doi 10.1007/3-540-29462-7_18
- with Ole Barndorff-Nielsen: Change of Time and Change of Measure (2nd edición). World Scientific Publishing. 2015. ISBN 9789814678605.[5] 1st edition 2010
- Problems in Probability. Springer. 2016. ISBN 9783764324193.